# R v Dudley and Stephens
R v Dudley and Stephens (1884) 14 QBD 273 DC foi um caso jurídico-criminal ocorrido na Inglaterra.
Aconteceu após casos de canibalismo resultados após o afundamento de um navio, Mignonette.
Trata-se de um caso jurídico envolvendo um ato de canibalismo ante a ocorrência, em tese, do estado de necessidade. O processo foi movido pela Coroa britânica contra Dudley e Stephens, comandante e imediato, respectivamente, da embarcação Mignonette, tendo como testemunha de acusação o marinheiro Brooks e como vítima de homicídio o camareiro chamado Parker. Resumidamente, após o naufrágio da mencionada embarcação, os quatro tripulantes sobreviveram por dias sobre um bote, tendo o comandante Dudley, após dias sem ingerir qualquer tipo de alimento ou água, tomado a decisão de matar o camareiro Parker para que os demais tripulantes pudessem alimentar-se do corpo da vítima, mantendo-se vivos à espera de um possível resgate.  